# 梅普爾斯普林斯 (明尼蘇達州)
梅普爾斯普林斯（英語：Maples Springs）是位於美國明尼蘇達州瓦巴沙縣丕平鎮區的一個非建制地區。

## 地理
梅普爾斯普林斯所處的海拔為高於海平面233米（即764英呎），而該地所採用的時區為UTC-6，即北美中部時區（CST）。同時該地設有夏令時間，為UTC-6調快一小時，即UTC-5（CDT）。